# Henrik Andersson (regissör)
Henrik Andersson, född 20 juni 1971, är en svensk regissör och manusförfattare.
Som regissör har Andersson uteslutande gjort kortfilmer. Han debuterade 2006 med Weekend som tilldelades Svenska Filminstitutets och Sveriges Televisions novellfilmpris samma år. Debuten följdes av Incidenten (2007), Picknick (2010) och Lifestyle (2012). Picknick vann juryns specialpris på Uppsala Internationella Kortfilmfestival 2010. 2012 var Andersson inspelningsledare i filmen Hassel - Privatspanarna.

## Filmografi
Regi
- 2006 – Weekend (manus och regi)
- 2007 – Incidenten (manus och regi)
- 2008 – Dockpojken (foto)
- 2010 – Picknick (manus och regi)
- 2012 – Lifestyle (manus och regi)
- 2012 – Hassel - Privatspanarna (inspelningsledare)

## Priser och utmärkelser
- 2006 – Stora novellfilmspriset för Weekend
- 2010 – Juryns specialpris på Uppsala Internationella Kortfilmfestival för Picknick